# Hyypänmäki
Hyypänmäki är en kulle i Finland.   Den ligger i den ekonomiska regionen  Uleåborgs ekonomiska region  och landskapet Norra Österbotten, i den centrala delen av landet, 500 km norr om huvudstaden Helsingfors. Toppen på Hyypänmäki är 30 meter över havet. Hyypänmäki ligger på ön Hailuoto.
Terrängen runt Hyypänmäki är mycket platt. Havet är nära Hyypänmäki åt nordost. Hyypänmäki är den högsta punkten i trakten. Runt Hyypänmäki är det mycket glesbefolkat, med 4 invånare per kvadratkilometer. Närmaste större samhälle är Karlö, 7,4 km sydväst om Hyypänmäki. 